# Jules Antonini
Pour les articles homonymes, voir Antonini.
Jules Antonini, né le 1er janvier 1903 à Ajaccio et mort le 29 novembre 1987, est un grand résistant français, proche du Général de Gaulle, dirigeant de la SNCF et membre du Conseil constitutionnel de 1967 à 1971.

## Biographie
Son père est instituteur et sa mère directrice d'école.
Il fait partie de la promotion 1922 de l'École polytechnique.
En 1928, Raoul Dautry est nommé patron du Réseau de chemins de fer de l'Etat. Il prend Antonini comme collaborateur en lui disant « je vous prends, si je ne suis pas content de vous, dans un mois je vous f..s dehors ». En 1936, Antonini publie Le rail, la route et l'eau, préfacé par Dautry, où il se fait l'avocat de la nationalisation des chemins de fer. Lors de la nationalisation de 1937, Antonini est nommé secrétaire général adjoint de la SNCF.
En septembre 1939, Raoul Dautry devient ministre de l'armement et prend Antonini comme chef de son cabinet civil. 
Pendant l'occupation, Antonini retourne à la SNCF. Il est résistant à la confrérie Notre-Dame du Colonel Rémy, où il est en contact avec Louis Vallon.
A la Libération, Dautry devient brièvement ministre de la Reconstruction et de l'Urbanisme, et Antonini devient secrétaire général de ce ministère. Après le départ de Dautry du ministère, Antonini démissionne rapidement.
Il adhère alors au RPF créé par de Gaulle. De 1947 à 1953, il préside le conseil départemental de la Seine du RPF, en contact direct avec le Général.
Il est secrétaire général de la SNCF de 1958 à 1974. Profitant de sa proximité avec le président de Gaulle,  il lui envoie une note personnelle en novembre 1968, concernant l'importance de développer le programme des TGV, note à laquelle le président répond favorablement quelques jours plus tard. Grâce au soutien du Général et ensuite de Georges Pompidou, il obtient l'inscription des TGV au Sixième plan (1971-1975). Jusqu'à sa retraite, prise à 71 ans, il continue à s'acharner à dégager des crédits pour le TGV Paris-Lyon, notamment en participant au comité interministériel de suivi. 

## Distinctions
- Grand officier de la Légion d'honneur[6]
- Croix de guerre 1939–1945
- Commandeur de l'ordre des Palmes académiques
- Commandeur de l'ordre des Arts et des Lettres

- Médaille commémorative des services volontaires dans la France libre

## Postérité
Le lycée Jules-Antonini d'Ajaccio porte son nom.